# Gesellschaftlicher Mitarbeiter für Sicherheit
Als Gesellschaftlicher Mitarbeiter für Sicherheit (Abk.: GMS) wurde im Ministerium für Staatssicherheit (MfS) der DDR eine Kategorie inoffizieller Informanten bezeichnet, die staatsloyal auftretend Informationen sammelten.
Die Richtlinie 1/68 des Ministers für Staatssicherheit Erich Mielke aus dem Januar 1968 führte die „Gesellschaftlichen Mitarbeiter für Sicherheit“ ein, die der Stasi bei der Beschaffung von Informationen über Persönlichkeiten des öffentlichen Lebens helfen sollten. GMS mussten sich durch eine „staatsbewusste Einstellung“ auszeichnen und über gute Verbindungen verfügen. In der Regel wurden sie nicht „zur direkten Bearbeitung feindlich-negativer Personen und Personenkreise“ eingesetzt und nur begrenzt in konspirative Vorgänge einbezogen. Auf die Vergabe eines Decknamens wurde oftmals verzichtet. GMS arbeiteten als Parteifunktionäre, in den Führungsgremien des Freien Deutschen Gewerkschaftsbunds (FDGB) oder in anderen Leitungsfunktionen. Ihr Einsatz war erst ab 1980 registrierpflichtig. Zuletzt verfügte das MfS über 33.000 GMS.
GMS wurden vom MfS nicht als IM eingestuft. GMS-Vorgänge unterlagen anderen Richtlinien. Aus diesem Grund plädierte der Historiker Ilko-Sascha Kowalczuk 2013 dafür, diese statistisch nicht als IM zu erfassen.